# メバチ
メバチ（目鉢、目撥、学名：Thunnus obesus）は、スズキ目サバ科マグロ属に分類される海水魚の一種。和名は目がパッチリしていることから付いた。全世界の熱帯・温帯海域に広く分布する。7種のマグロの中でも漁獲量が多く、重要な食用魚となっている。日本ではメバチマグロ（目鉢鮪、目撥鮪）、バチマグロとも呼ばれる。このほか地方名としてバチ（東北・関東地方）、メブト（九州）、シビ（関東以外）などがある。また、若魚は各地でダルマとも呼ばれる。

## 形態
成魚は全長250 cm、体重210 kgに達し、マグロ属8種の中ではミナミマグロ、キハダと並ぶ中型種である。ただし、日本近海産は熱帯産より小型で、2 m以上の個体は少ない。体は太い紡錘形で、マグロの中では最も体高が高く、ずんぐりした体型をしている。
また目が大きいのも特徴で、和名「メバチ」や英名"Bigeye tuna"もここに由来する。胸鰭（むなびれ）はクロマグロより長いが、ビンナガほどではない。体色は背中が藍色、体側から腹面が銀白色をしている。若魚は成魚よりも体が前後に細長く、体側に白い数本の横縞模様があり、キハダの若魚に似る。

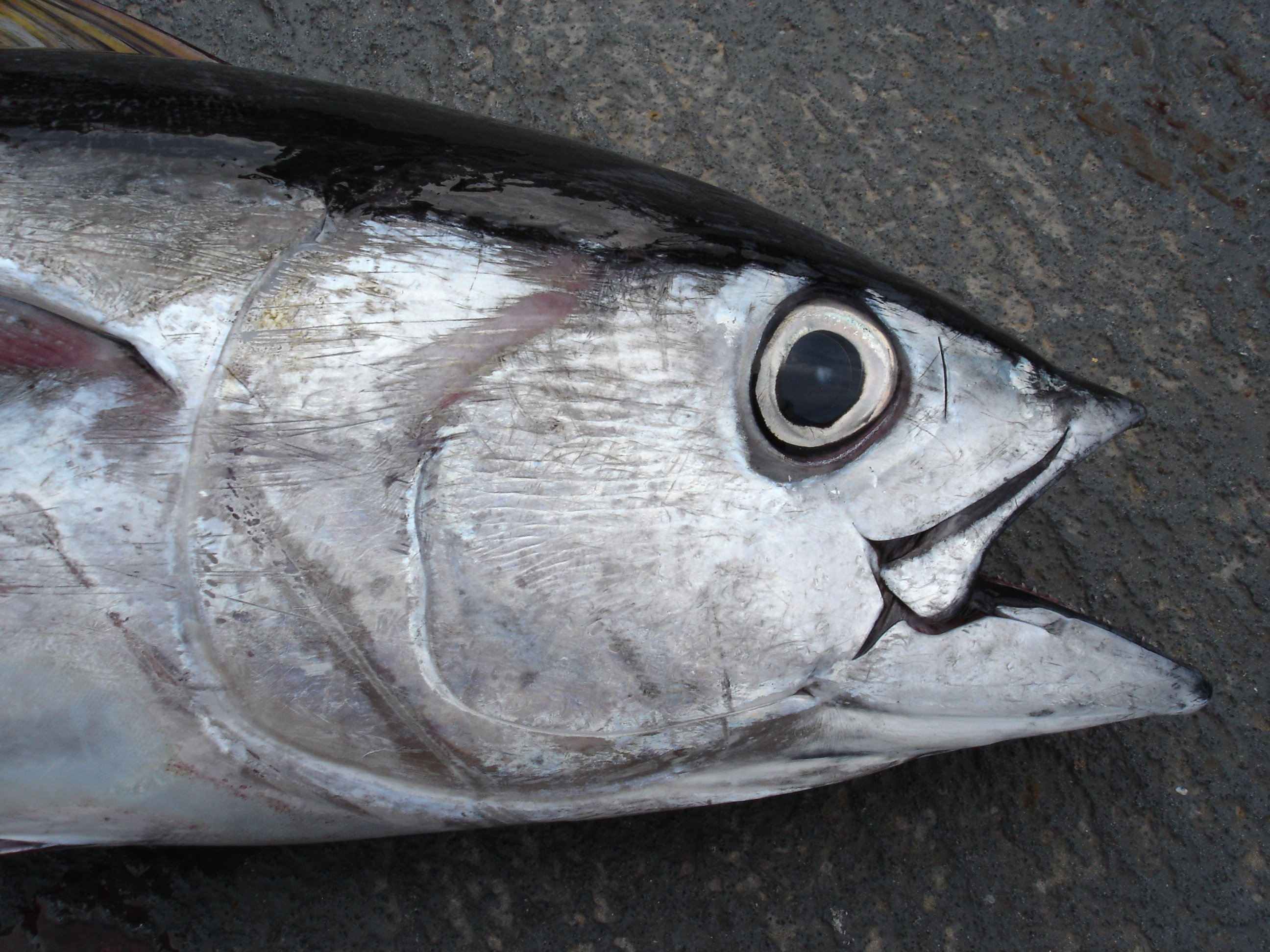
メバチの頭部

## 生態
全世界の熱帯・温帯海域に広く分布し、赤道から南北に緯度35度の範囲（日本では東北地方、主に宮城県以南の太平洋側）に多く生息する。ただし地中海には分布しないことが知られ、日本沿岸でも日本海には入らない。
暖かい海域の中層に生息し、群れで回遊する。日中は他のマグロより深い層を泳ぎ、水深300 mの深海にも達するが、夜は表層に現れる。小魚類やイカを常食とする。
寿命は15年以上と推定されている。

## 利用
身は赤くて軟らかい。脂肪の多い「トロ」の量はクロマグロより少ないものの、刺身や寿司種に使われる。春から夏にかけてはクロマグロの味が落ちるとされており、この時期にはメバチの需要が高まる。

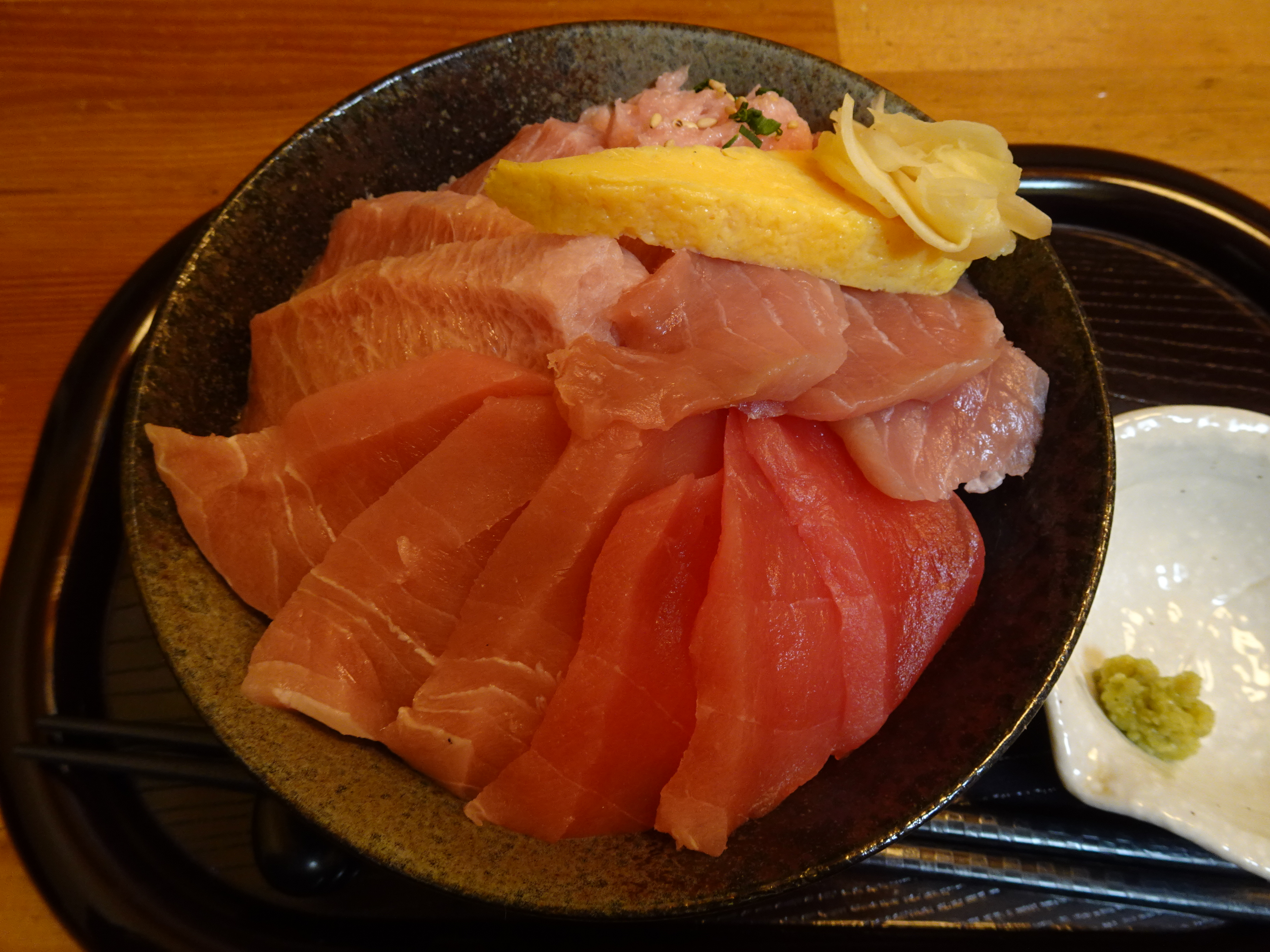
メバチの刺身を用いた丼料理

延縄（はえなわ）などの遠洋漁業で漁獲される。21世紀初頭の時点では年間30万t前後が漁獲されており、マグロ類の種類別漁獲量ではキハダに次ぐ。
農林水産省の統計によると、日本でのマグロ流通量のうちキハダに次ぎ、3割台を占める。鮮やかな赤身でありながら、脂が多いクロマグロに比べてさっぱりとした上品な味わいと評される。クロマグロのように養殖の研究が進んでおらず、世界的な和食普及で海外需要が増えていることもあり、価格が上昇傾向にある。
乱獲によって個体数は減少しており、IUCNレッドリストでは1994年版からVU（絶滅危惧II類）として記載された。インド洋まぐろ類委員会は2023年5月8～12日にモーリシャスで開いた年次会合において、インド洋での漁獲量を制限することで合意した。
食料として見た場合、メバチの体内に含まれる微量の水銀に注意する必要がある。厚生労働省は、メバチを妊婦が摂食量を注意すべき魚介類の一つとして挙げている。2005年11月2日の厚生労働省発表では、1回に食べる量を約80 グラムとした場合、メバチの摂食は週に1回まで（1週間当たり80 g程度）を目安としている。

## 参考資料・文献
- FishBase - Thunnus obesus（英語）
- 本田崇、魚住雄二、熊井英水「マグロはいつまで食べられるか」『Newton』2007年3月号
- 藍澤正宏ほか『新装版 詳細図鑑 さかなの見分け方』講談社 ISBN 4-06-211280-9
- 檜山義夫監修『野外観察図鑑4 魚』（改訂版） 旺文社 ISBN 4-01-072424-2
- 永岡書店編集部『釣った魚が必ずわかるカラー図鑑』ISBN 4-522-21372-7
- 内田亨監修『学生版 日本動物図鑑』北隆館 ISBN 4-8326-0042-7